# 対馬南警察署
対馬南警察署（つしまみなみけいさつしょ）は、長崎県警察が設置している警察署の一つである。

## 管轄区域
- 対馬市のうち旧下県郡（旧厳原町、旧美津島町、旧豊玉町）全域

## 沿革
- 1872年（明治5年）：長崎県厳原支所を設置。支所警察課が対馬全域の警察行政を担当。
- 1876年（明治9年）：長崎県警察第七区出張所を設置。
- 1878年（明治11年）3月：厳原警察署と改称。
- 1926年（大正15年）7月：佐須奈分署が佐須奈警察署（対馬北警察署の前身）として独立。上県郡は同署の管轄となる。
- 1948年（昭和23年）2月1日：国家地方警察長崎県本部下県地区警察署を設置。同時に自治体警察として厳原町警察署を設置。
- 1951年（昭和26年）10月1日：厳原町警察署を廃止し、国警下県地区警察署に統合。
- 1954年（昭和29年）7月1日：国警下県地区警察署を廃止。長崎県警察厳原警察署を設置。
- 1989年（平成元年）10月6日：厳原町天道茂521-1（現・天道茂駐車場）から厳原病院跡地（現在地）に庁舎を新築移転。
- 2004年（平成16年）4月1日：「対馬南警察署」に改称。
- 2006年（平成18年）4月1日：交番、駐在所の統廃合を実施。
  - 小綱警察官駐在所を廃止の上、水崎警察官駐在所に統合。
  - 美津島交番を美津島警察官駐在所に変更。
- 2009年（平成21年）4月2日：小浦交番を対馬市厳原町今屋敷に新築移転の上、厳原交番と改称。
- 2010年（平成22年）3月4日：佐須警察官駐在所が移転。

## 内部組織[1]
- 警務課
  - 警務係
  - 留置係
- 会計課
  - 会計係
- 刑事生活安全課
  - 捜査係
  - 鑑識係
  - 生活安全係
- 地域課
  - 企画指導係
  - 船舶係
  - 地域第一係
  - 地域第二係
  - 地域第三係
- 交通課
  - 交通係
- 警備課
  - 警備係

## 交番
（）内は所在地。
- 厳原交番（対馬市厳原町今屋敷711番地7）
  - 旧小浦警察官駐在所、2006年（平成18年）に小浦交番になり、2009年（平成21年）に新築移転し、厳原交番（現在名）となった。

## 警備派出所
（）内は所在地。
- 対馬空港警備派出所（対馬市美津島町鶏知）

## 駐在所
（）内は所在地。
厳原地区
- 豆酘警察官駐在所（豆酘631番地10）
- 浅藻警察官駐在所（浅藻10番地39）
- 佐須警察官駐在所（下原282番地9）: 2010年（平成22年）に老朽化のため下原491番地から移転。

美津島地区
- 美津島警察官駐在所（鶏知甲528番地）: 2006年（平成18年）に美津島交番より改編。
- 加志警察官駐在所（加志156番地4）
- 久須保警察官駐在所（久須保647番地6）
- 芦浦警察官駐在所（芦浦57番地2）

豊玉地区
- 浦底警察官駐在所（鑓川132番地3）
- 豊玉警察官駐在所（仁位1352番地3）
- 水崎警察官駐在所（嵯峨563番地3）

廃止された警察官駐在所
- 小綱警察官駐在所（小綱17番地）: 2006年（平成18年）に水崎警察官駐在所に統合移管。
- 小浦警察官駐在所（小浦5番地27）: 2009年（平成21年）に移転の上、厳原交番となる。

## 警備艇
- つしま（41.00t）
- ちどり（2.76t）

## 運転免許の即日交付
- 長崎県内で運転免許の即日交付が可能な警察署の中の1つである[2]。